# Anuvong-Rebellion
Die Anuvong-Rebellion (auch Chao-Anu-Rebellion oder Siamesisch-Laotischer Krieg) war ein bewaffneter Konflikt zwischen dem Königreich Siam und dem tributpflichtigen laotischen Königreich Vientiane (Vieng Chan) unter Chao Anuvong in den Jahren 1826 bis 1829. In der Folge hörte das Königreich Vientiane auf zu existieren und wurde Teil von Siam.

## Vorgeschichte
1778 wurde das laotische Reich Lan Xang zum Vasallen Siams, dessen König Taksin das Königreich Ayutthaya von den überlegenen Birmanen befreit hatte. Zu Beginn des 19. Jahrhunderts löste es sich dann in drei kleinere Gebiete auf, Luang Phrabang, Vientiane und Champasak. Die lokalen Könige konnten zwar weiter regieren, hatten aber Tribut an Siam zu entrichten, wie dies auch unter den Nachfolgern Taksins, die der Chakri-Dynastie angehörten, erfolgte. Die siamesischen Könige behielten sich auch das Recht der Bestätigung der neuen Könige vor. 1826 versuchte der König von Vientiane, Anuvong (auch Chao Anu; 1767–1829), die siamesische Oberherrschaft abzuschütteln. Hierzu stärkte er die Beziehungen zum seit dem 17. Jahrhundert aufstrebenden Vietnam und ging ein Bündnis mit Kaiser Minh Mạng (1792–1841) ein. Auch konnte er sich den Posten des Gouverneurs für seinen Sohn in Champasak sichern, womit er den größten Teil des heutigen Staatsgebiets von Laos in der Hand hielt. Er war damit in der Lage, Siam militärisch entgegenzutreten. Die Gelegenheit dazu kam für ihn, als er die – allerdings falsche – Nachricht erhielt, dass eine englische Flotte Bangkok angreifen würde, nachdem die Briten kurz vorher Birma besiegt und in ihr Kolonialreich integriert hatten.
Im frühen 19. Jahrhundert hatte Siam Feuerwaffen von Großbritannien, den Vereinigten Staaten und Portugal erworben. Diese wurden in diesem Konflikt eingesetzt. Die Truppen des Generals Chaophraya Bodindecha sowie des Gouverneurs von Nakhon Ratchasima (Khorat) wurden bevorzugt mit Munition versorgt. Dadurch war die siamesische Armee den Einheiten der Lao unter Chao Anuvong weit überlegen.
Über die Motivation Anuvongs existieren verschiedene Theorien. Nach einer Ansicht wollte der Vasallenkönig von Vientiane die seit 1778 bestehende siamesische Oberherrschaft abschütteln und/oder das 1707 in mehrere Bestandteile zerfallene Lao-Königreich Lan Xang wieder einen. Dies wird traditionell vor allem in der thailändischen Geschichtsschreibung vertreten. Nach anderer Ansicht wollte Anuvong nach Zentralthailand vorstoßen, um die dort lebenden Lao – Nachfahren der nach der Eroberung von Vientiane 1778 nach Saraburi, Suphan Buri und anderen Provinzen der zentralen Ebene deportierten Kriegsgefangenen – zu befreien. Diese Erklärung wird von der klassischen laotischen Geschichtsschreibung geliefert. Nach einer dritten Ansicht war Anuvongs Angriff nur präventiv, um einer bevorstehenden Aggression Siams zuvorzukommen, das den Lao-Staaten auch die letzte verbleibende Autonomie nehmen wollte. Je nach Sichtweise variiert auch die Beurteilung des Krieges als Rebellion eines untreuen Vasallenfürsten oder als Krieg Bangkoks gegen die Lao.

## Verlauf
Die laotischen Armeen unter Anuvong drangen aus Vientiane, Roi Et und Ubon Ratchathani im Januar 1827 nach Siam ein, angeblich um bei der Verteidigung gegen einen britischen Angriff zu helfen. Während sich der südlaotische Staat Champasak dem Aufstand anschloss, weigerte sich der ebenfalls der siamesischen Oberherrschaft unterstehende König von Luang Prabang, an ihr teilzunehmen. Die Truppen Anuvongs nahmen Nakhon Ratchasima (Khorat) ein und standen Ende Februar 1827 bei Saraburi, nur drei Tagesmärsche von Bangkok entfernt.
Nachdem die unvorbereitet getroffene siamesische Führung kurzzeitig in Panik verfallen war, begann sie, die Abwehr zu organisieren. Eine Armee unter Führung des Uparat („Vizekönigs“) Sakdiphonlasep hielt das laotische Heer bei Saraburi auf. Siamesische Truppen zogen sich zusammen, um die Laoten abzuwehren, die anschließend auf Nakhon Ratchasima (Khorat) und Ubon Ratchathani zurückgeworfen wurden. In Khorat wurden die Truppen Anuvongs laut einer in Thailand verbreiteten Legende von den Frauen der Stadt unter Führung der Gouverneursgattin Thao Suranari während einer vermeintlichen Feier betrunken gemacht und anschließend geschlagen. Die Historizität dieser Episode wird allerdings von laotischer Seite und in letzter Zeit auch von thailändischen Geschichtswissenschaftlern in Frage gestellt. 
Anfang April hatte Siam dann drei Armeen aufgestellt und in Marsch versetzt. Die kleinste darunter eilte entlang des Flusses Pa Sak nach Norden, um Phetchabun und Lom Sak zu sichern. Die zweite, unter Führung des Generals Phraya Ratchasuphawadi (Sing; später als Chaophraya Bodindecha bekannt geworden) eroberte die zentralen und südlichen Teile der Khorat-Hochebene zurück und nahm Champasak ein, wo sie den Fürsten Chao Yo gefangen nahm. Die Hauptarmee unter dem Kommando des Uparat rückte direkt auf Vientiane vor. Vom 1. bis 4. Mai 1827 kam es zur Schlacht bei Nong Bua Lamphu, die mit einem Sieg der Siamesen endete. Die laotische Armee zog sich nordwärts über den Mekong zurück. Wenige Tage darauf nahmen die Truppen Siams die laotische Hauptstadt ein. König Anuvong floh in das mit ihm verbündete Vietnam. 
Nachdem sie die Stadt geplündert, die Befestigungsanlagen zerstört und Kriegsgefangene zusammengetrieben hatte, verließ die siamesische Hauptarmee Vientiane wieder. Der in den Rang eines Chaophraya erhobenen General Ratchasuphawadi wurde beauftragt, die Unterwerfung der Gegend abzuschließen, die Hauptstadt zu verwüsten und den Lao (und anderen Vasallen) so ein abschreckendes Beispiel zu erteilen. Nach einigen Monaten der Besatzung beschloss er allerdings im Februar 1828, abzuziehen, Vientiane einer Selbstverwaltung durch Lao-Aristokraten zu überlassen und deren Loyalität durch eine siamesische Garnison abzusichern.
König Rama III. genügte das allerdings nicht. Er wollte Vientiane vollständig zerstört haben und fürchtete zudem neuerliche vietnamesische Vorstöße in die siamesische Einflusszone. Er entsandte erneut Chaophraya Ratchasuphawadi, der bei seiner Ankunft in Vientiane im August 1828 einen aus Vietnam zurückgekehrten Anuvong vorfand, der die Stadt mit laotischen und verbündeten vietnamesischen Einheiten zurückerobert hatte. Da Ratchasuphawadis kleine Armee dem Feind nicht gewachsen war, ließ er sich nach Yasothon zurückfallen, wohin ihm Anuvong mit seinen Truppen nachsetzte. Dort konnten die Siamesen die Truppen des Königs von Vientiane dann Mitte Oktober 1828 endgültig schlagen. Dieser floh diesmal nach Müang Phuan (vietnamesisch Trấn Ninh) nördlich von Vientiane. Die Siamesen drohten, in Müang Phuan einzumarschieren, woraufhin dessen Herrscher Anuvong auslieferte, um den Frieden zu erhalten. Diesmal folgte Chaophraya Ratchasuphawadi dem Befehl des Königs und zerstörte Vientiane (mit Ausnahme der buddhistischen Tempel) völlig.

## Folgen
König Anuvong wurde nach Bangkok geschafft und dort mit seiner Familie in einer längeren Prozedur in einem Käfig ohne Nahrung öffentlich ausgestellt, gefoltert und konnte jedoch vor seiner Hinrichtung – er sollte zermalmt werden – durch Gift Selbstmord begehen.
Infolge der Rebellion wurde nicht nur die Hauptstadt Vientiane dem Erdboden gleichgemacht, das einstige halbautonome Vasallen-Königreich verlor auch jede Selbstständigkeit. Ein Großteil der Bevölkerung des heutigen Zentral-Laos (über 100.000 Menschen) wurden auf die westliche (heute thailändische) Seite des Mekong, in die Khorat-Hochebene und das Chao-Phraya-Becken verschleppt. Das ist einer der Gründe dafür, dass Nordost-Thailand (Isan) heute eine um ein Vielfaches größere laostämmige Bevölkerung hat als das eigentliche Laos. Die Nachkommen der Verschleppten bilden heute die Ethnie der Lao Wiang in Thailand. Noch vierzig Jahre später fand eine Gruppe französischer Forscher an der Stelle Vientianes nur Dschungel und Ruinen vor.